# Шофр, Яромир
Яромир Шофр (чеш. Jaromír Sofr, 20 сентября 1939, Брно) — чешский кинооператор.

## Биография
Яромир Шофр родился 20 сентября 1939 года в Брно в семье писателя Радека Шофра.
Окончил в 1961 году факультет кино и телевидения Пражской академии музыкального искусства (FAMU).
Наиболее известен по работам в фильмах своих коллег, чешских режиссёров «новой волны» Иржи Менцеля и Веры Хитиловой.
Один из основателей Ассоциации чешских кинематографистов. Преподаватель факультета кино и телевидения Пражской академии музыкального искусства (1985), профессор (1990). Приглашённый профессор Колумбийского колледжа (en:Columbia College Chicago) и Чарльзского университета.

## Избранная фильмография
- 1962 — Потолок / Strop (короткометражный)
- 1962 — Мешок блох / Pytel blech (документальный)
- 1966 — Поезда под пристальным наблюдением / Ostře sledované vlaky
- 1969 — Конец священника / Farářův konec
- 1969 — Жаворонки на нитке / Skrivánci na niti
- 1985 — Турбаза «Волчья» / Vlčí bouda
- 1994 — Жизнь и необычайные приключения солдата Ивана Чонкина / Život a neobyčejná dobrodružství vojáka Ivana Čonkina
- 2006 — Я обслуживал английского короля / Obsluhoval jsem anglického krále

## Награды
- 2007 — Международный кинофестиваль братьев Манаки
  - «Золотая камера»
- 2007 — Чешский лев
  - Лучшая операторская работа